# سولی (آیووا)
سولی (به انگلیسی: Sully) شهری در ایالت آیووا کشور ایالات متحده آمریکا است که جمعیت آن در سرشماری سال ۲۰۱۰ میلادی، ۸۲۱ نفر بوده‌است.